# Anne-Marie Duguet
 (avril 2016).
Si vous disposez d'ouvrages ou d'articles de référence ou si vous connaissez des sites web de qualité traitant du thème abordé ici, merci de compléter l'article en donnant les références utiles à sa vérifiabilité et en les liant à la section « Notes et références ».
Anne-Marie Duguet, née en 1947 à Paris, est une docteur en sociologie de l'art et enseignante-chercheuse française.

## Biographie
Elle fait une carrière de Professeur à l'UFR d'arts plastiques et sciences de l'art de l'université Paris 1 où elle a enseigné le théâtre, la sociologie de la télévision et l'esthétique dans les domaines de l'image électronique et informatique. Elle y a également dirigé le Centre de recherches d'esthétique du cinéma et des arts audiovisuels (CRECA) puis le Laboratoire des arts et médias (LAM).  
Elle est également critique d'art et commissaire d'expositions. 
En 1981, son premier livre, Vidéo, la mémoire au poing est devenu un ouvrage de référence.  
Anne-Marie Duguet se singularise par son approche de la technologie dans l'art. Elle ne s'est jamais « accommodée de catégories fabriquées à la hâte » relevant d'une facilité d'accoler le mot « art » à un médium.

## Editions électroniques et numériques
Elle a fondé en 1995 Anarchive – archive numérique sur l'art contemporain,. Chaque ouvrage est une proposition faite à des artistes vivants, de faire de l'ensemble de leur archives une œuvre. La collection comprend les titres suivants :
- Antoni Muntadas, Media Architecture Installations, Centre Pompidou, 1999
- Michael Snow, Digital Snow, Centre Pompidou, 2002
- Thierry Kuntzel, Title TK, anarchive / Musée des beaux-arts de Nantes, 2006
- Jean Otth, …Autour du concile de Nicée, anarchive, 2007
- Fujiko Nakaya, BROUILLARD, anarchive, 2012
- Masaki Fujihata, anarchive, 2016
- Peter Campus, anarchive, 2017

## Ouvrages
- Déjouer l'image: Créations électroniques et numériques, éditions Jacqueline Chambon, Nîmes, 2002.
- Jean-Christophe Averty, éditions Dis Voir, Paris, 1991.
- Vidéo, revue Communications n°48, co-direction avec Raymond Bellour, Le Seuil, Paris, 1988.
- Vidéo, la mémoire au poing, Hachette, Paris, 1981.

## Commissariats d'exposition
- Peter Campus, Video Ergo Sum, galerie nationale du Jeu de Paume, Paris, 2017[5].
- Thierry Kuntzel, galerie nationale du Jeu de Paume, Paris, 1993.